# عباس‌آباد هلوم‌سر
عباس‌آباد هلوم‌سر، روستایی است از توابع بخش گهرباران شهرستان میاندورود در استان مازندران ایران است.

## جمعیت
این روستا در دهستان میان‌دورود بزرگ قرار داشته و بر اساس آخرین سرشماری مرکز آمار ایران که در سال ۱۳۸۵ صورت گرفته، جمعیت آن ۱۱۱۸ نفر (۲۸۶ خانوار) بوده‌است.